# 崔学履
崔學禮（1515年—？），後改名崔學履，字伯和，直隸昌平州（北京市昌平區）民籍，直隸吳縣人，明朝官員，學者。

## 生平
嘉靖二十二年（1543年）中癸卯科順天府鄉試第一百二十四名舉人，嘉靖二十九年（1550年）中庚戌科會試一百五十八名，二甲八十四名進士。歷官南安府同知，四十三年三月由光禄寺丞升尚寶司少卿，多次伴駕至昌平視察。四十四年（1566年）十一月出任河南信陽兵备副使。

## 著作
嘉靖四十三年（1564年）十一月，陕西临潼人曹光祖聘请崔学履修纂《昌平州志》，“考索群集，访求故实”，“开卷尽在目中，比入境则历历指数，不烦访问而俱得其实”。隆慶二年（1568年）十月刻版刊行《昌平州志》，孙铤作序，是目前所見最早的一部昌平县地方志。

## 家族
曾祖崔忠，工部文思院大使，贈光禄寺卿。祖崔傑，光禄寺卿。父崔子才，通判。母吴氏，封孺人。具慶下。弟學謙，歲貢生；學觀。